# 阿多·坎佩尔
阿多·坎佩尔（義大利語：Ado Campeol，1928年—2021年10月30日）是一位意大利餐飲家，被称为“提拉米蘇之父”。
阿多·坎佩尔在特雷維索經營着一家名為Le Beccherie的餐厅。1969年12月24日，他的妻子阿尔巴·迪·皮洛（Alba Di Pillo）和厨师罗伯托·林瓜诺托（Roberto Linguanotto）于该餐厅發明了提拉米蘇。他于2021年10月30日去世，享年93岁。